# Jiří Pořízka
Jiří Dominik Pořízka KGCHS (* 7. února 1940, Prostějov) je český pracovník v oblasti etiky a literát.

## Stručný životopis
Po maturitě na obchodní akademii a po vojenské službě studoval od roku 1962 na provozně ekonomické fakultě Vysoké školy zemědělské v Brně, již v prvním roce však byl pro své aktivity v ilegálním skautském hnutí zatčen StB a odsouzen za podvracení republiky na dva a půl roku nepodmíněně. Po propuštění se živil v podřadných zaměstnáních, v roce 1968 emigroval do Švédska, kde vystudoval literaturu a historii na lundské univerzitě a ergonomii na zdravotnické škole. Pracoval jako ředitel ergonomického institutu při univerzitní nemocnici v Lundu. Po roce 1990 žil střídavě ve Švédsku a v ČR, kde rozvíjel charitativní aktivity v rámci Švédské mise. Stál u zřízení české magistrální delegace Řádu Božího hrobu v České republice. Po roce 2006 se navrátil do České republiky natrvalo. V roce 2005 byl oceněn Cenou města Prostějova.

## Vyznamenání
- Rytířský řád Božího hrobu jeruzalémského  rytíř velkého kříže
- Maltézský záslužný řád
- Řád svatého Řehoře Velikého  komtur s hvězdou
- Vévodský sasko-ernestinský domácí řád  komtur

## Publikace
- Seznam děl v Souborném katalogu ČR, jejichž autorem nebo tématem je Jiří Pořízka
- POŘÍZKA, Jiří. Maltézští rytíři u nás : tři studie k historii čes. velkopřevorství řádu maltézských rytířů. Brno: Petrov, 1990. ISBN 80-85247-05-4.
- POŘÍZKA, Jiří. Maltézští rytíři v Čechách a na Moravě 1870–1998 : české velkopřevorství řádu maltézských rytířů a jeho představitelé. Olomouc: Votobia, 2002. 207 s. ISBN 80-7198-547-3.
- POŘÍZKA, Jiří. Řád maltézských rytířů : z Palestiny na Via Condotti. Praha: Elka Press ; Knižní klub, 2008. 246 s. ISBN 80-901694-8-1, ISBN 80-7176-582-1.